# Hewlett Packard HP-75C
Hewlett Packard HP-75C (HP-75C / 75D) је био џепни рачунар фирме Хјулит Пакард (Hewlett Packard) који је почео да се производи у Сједињеним Америчким Државама од 1982. године.
Користио је 8-битни Capricorn као микропроцесор. RAM меморија рачунара је имала капацитет од 16 KB. 
Као оперативни систем кориштен је специјални софтвер.

## Детаљни подаци
Детаљнији подаци о рачунару HP-75C су дати у табели испод.
|                       |                                                     |
| [ 1 ]                 |                                                     |
| Произвођач            | Хјулит Пакард                                       |
| Тип                   | џепни рачунар                                       |
| Меморија              | 16 KB                                               |
| Поријекло             | Сједињене Америчке Државе                           |
| Година                | 1982                                                |
| Тастатура             | 64 тастера, сваки кориснички дефинисан              |
| Процесор              | 8-битни                                             |
| Фреквенција процесора |                                                     |
| RAM                   | 16 KB                                               |
| ROM                   | 48 KB                                               |
| Текст                 | показивач са текућим кристалом. 1 линија x 32 знака |
| Графика               | 160 x 9 пиксела                                     |
| Боја                  | једна боја                                          |
| Звук                  | мали звучник                                        |
| Димензије             | 25,4 x 12,7 x 3,2 cm. - Тежина 737g                   |
| Портови               |                                                     |
| Оперативни систем     | специјални софтвер                                  |